# Gynothemis aurea
Gynothemis aurea är en trollsländeart som beskrevs av Navás 1933. Gynothemis aurea ingår i släktet Gynothemis och familjen segeltrollsländor. Inga underarter finns listade i Catalogue of Life.